# Lydella rufisquamata
Lydella rufisquamata là một loài ruồi trong họ Tachinidae.